# American Stars 'n Bars
Albums de Neil Young
Long May You Run
(Stills-Young Band, 1976) Decade
(1977)
Singles
1. Hey Babe
Sortie : 1977
2. Like a Hurricane
Sortie : 8 août 1977

American Stars 'n Bars est le huitième album studio du chanteur et guitariste américano-canadien Neil Young. Il est sorti le 27 mai 1977 sur le label Reprise Records et est produit par Neil Young, David Briggs, Tim Mulligan et Elliot Mazer (Star Of Bethlehem).

## Description
Album sans unité mais qui recèle des perles dont notamment le titre phare Like a Hurricane : magnifique chanson rock lancinante et torride dans laquelle Neil Young à la guitare en véritable guitar hero et derrière une rythmique impeccable de Talbot et Molina de Crazy Horse, offre un de ses solos les plus intenses. Sur la ballade Will to Love Young s'enregistre la chantant auprès d'un feu de bois, puis il y ajoute tous les instruments qu'il joue seul (guitare et harmonica), créant une atmosphère particulière.
La pochette est volontairement de mauvais goût. Elle est réalisée par l'ami de Young, l'acteur Dean Stockwell, avec sur la photo Connie Moskos une bouteille de whiskey canadien à la main écrasant la joue de l'infortuné Neil Young contre une vitre.
Les séances d'enregistrement ont été faits sur plusieurs années : en novembre 1974, novembre 1975, mai 1976 et avril 1977. Ce disque, comme souvent chez Young, est un patchwork avec des musiciens et des tonalités très variés.
En avril 1977, Linda Ronstadt et Nicolette Larson répètent avec Neil Young des chansons country. En une journée il aurait enregistré les cinq titres qui font l'objet de la première face de l'album qui sortiront sans l'accord préalable des deux chanteuses
Initialement l'album devait s'appeler Chrome Dreams mais seuls 5 titres sur 12 ont été conservés : Star of Bethlehem, Like a Hurricane, Too Far Gone, Hold back the Tears et Homegrown. Ces deux dernières chansons ont été réenregistrées pour l'album.
Les 7 autres titres de Chrome Dreams ont été "recyclés" dans les albums suivants. L'album complet Chrome Dreams finira par être édité en 2023.

## Liste des titres
- Toutes les chansons ont été composées par Neil Young sauf indication.

| 1. | The Old Country Waltz  |                                    | 2:58 |
| 2. | Saddle Up the Palomino | Young, Tim Drummond, Bobby Charles | 3:00 |
| 3. | Hey Babe               |                                    | 3:35 |
| 4. | Hold Back the Tears    |                                    | 4:18 |
| 5. | Bite the Bullet        |                                    | 3:30 |

| 6. | Star of Bethlehem | 2:42 |
| 7. | Will to Love      | 7:11 |
| 8. | Like a Hurricane  | 8:20 |
| 9. | Homegrown         | 2:20 |

## Enregistrements

### Novembre 1974
Star of Bethlehem est un titre rescapé des sessions d'enregistrement de l'album Homegrown. L'album est sorti tardivement en 2020.
Musiciens :
- Neil Young - guitare, harmonica et chant
- Emmylou Harris - chœurs
- Ben Keith - dobro, chœurs
- Tim Drummond - basse
- Karl Himmel - batterie

### Novembre 1975
Like a Hurricane et Homegrown. Homegrown fut composé et enregistré en 1974 pour l'album éponyme paru seulement en 2020. Cette version est un nouvel enregistrement de 1975 avec Crazy Horse.
Musiciens :
- Neil Young - guitare, chant
- Crazy Horse
  - Frank Sampedro - guitare
  - Billy Talbot - basse
  - Ralph Molina - batterie

### Mai 1976
Will To Love 
Musicien : 
- Neil Young - guitare, harmonica et chant

- Sur Will to Love :
- Neil Young - chant, guitare, orgue, piano, vibraphone, batterie

### Avril 1977
The Old Country Waltz, Saddle Up the Palomino, Hey Babe, Hold Back the Tears et Bite the Bullet
Musiciens :
- Neil Young - guitare, chant, harmonica
- Linda Ronstadt - chœurs
- Nicolette Larson - chœurs
- Carole Mayedo - violon
- Ben Keith - guitare pedal steel, dobro
- Crazy Horse
  - Frank “Poncho” Sampedro - guitare, cordes
  - Billy Talbot - basse
  - Ralph Molina - batterie, chœurs

## Charts et certifications
Charts
| Pays                                 | Durée du classement | Meilleur classement | Date               |
| ------------------------------------ | ------------------- | ------------------- | ------------------ |
| Allemagne (GfK Entertainment)        | 1 semaine           | 99e                 | 1er septembre 2003 |
| Canada (RPM)                         | 15 semaines         | 16e                 | 3 septembre 1977   |
| Écosse (Scottish Album Chart)        | 1 semaine           | 88e                 | 20 juillet 2003    |
| États-Unis (Billboard 200)           | 15 semaines         | 21e                 | 27 août 1977       |
| France (SNEP)                        | 37 semaines         | 4e                  | 2 septembre 1977   |
| Norvège (VG-lista)                   | 10 semaines         | 5e                  | 11 juillet 1977    |
| Nouvelle-Zélande (RMNZ Albums Top40) | 3 semaines          | 35e                 | 14 août 1977       |
| Pays-Bas (MegaCharts)                | 8 semaines          | 5e                  | 2 juillet 1977     |
| Royaume-Uni (UK Albums Chart)        | 8 semaines          | 17e                 | 3 juillet 1977     |
| Suède (Sverigetopplistan)            | 5 semaines          | 16e                 | 29 juillet 1977    |

Certifications
| Pays        | Certification | Ventes    | Date             |
| ----------- | ------------- | --------- | ---------------- |
| États-Unis  | Or            | 500 000 + | 11 octobre 1977  |
| Royaume-Uni | Argent        | 60 000 +  | 1er janvier 1978 |